# Bengt Jansson
Bengt Gustaf Jansson (ur. 9 stycznia 1943 w Sztokholmie) – szwedzki żużlowiec.
Pięciokrotny finalista IMŚ na żużlu. Zdobył dwa medale (srebro – 1967 r. oraz brąz – 1971 r.). Dziesięć razy został powołany przez SVEMO na DMŚ, dwa razy mistrzostwo, trzy razy – srebrny medal, a brązowy dwa razy. Trzy razy wystąpił w finałach MŚP – raz zdobył srebrny medal, dwa razy brązowy. Do finałów IM Szwecji zakwalifikował się 22 razy, ale nigdy nie wygrał żadnego turnieju.

## Osiągnięcia
Indywidualne mistrzostwa świata
- 1965 –  Londyn – 5. miejsce – 10 pkt → wyniki
- 1967 –  Londyn – 2. miejsce – 14+2 pkt → wyniki
- 1968 –  Göteborg – jako rezerwowy – nie startował → wyniki
- 1971 –  Göteborg – 3. miejsce – 12+2 pkt → wyniki
- 1974 –  Göteborg – 5. miejsce – 9 pkt → wyniki
- 1977 –  Göteborg – 6. miejsce – 9 pkt → wyniki

Drużynowe mistrzostwa świata
- 1965 –  Kempten (Allgäu) – 2. miejsce – 8 pkt → wyniki
- 1967 –  Malmö – 1. miejsce – 9 pkt → wyniki
- 1968 –  Londyn – 2. miejsce – 7 pkt → wyniki
- 1969 –  Rybnik – 4. miejsce – 1 pkt → wyniki
- 1970 –  Londyn – 1. miejsce – 11 pkt → wyniki
- 1971 –  Wrocław – 4. miejsce – 3 pkt → wyniki
- 1973 –  Londyn – 2. miejsce – 9 pkt → wyniki
- 1975 –  Norden – 3. miejsce – 2 pkt → wyniki
- 1976 –  Londyn – 3. miejsce – 1 pkt → wyniki
- 1977 –  Wrocław – 4. miejsce – 2 pkt → wyniki

Mistrzostwa świata par
- 1970 –  Malmö – 2. miejsce – 10 pkt → wyniki
- 1972 –  Borås – 3. miejsce – 13+3pkt → wyniki
- 1976 –  Eskilstuna – 3. miejsce – 11 pkt → wyniki

Indywidualne mistrzostwa Szwecji
- 1962 – Göteborg – 13. miejsce – 3 pkt → wyniki
- 1963 – Sztokholm – 8. miejsce – 6 pkt → wyniki
- 1964 – Sztokholm – 11. miejsce – 5 pkt → wyniki
- 1965 – Sztokholm – 5. miejsce – 10 pkt → wyniki
- 1966 – Sztokholm – 3. miejsce – 12 pkt → wyniki
- 1967 – Göteborg – 6. miejsce – 10 pkt → wyniki
- 1968 – Sztokholm – 8. miejsce – 7 pkt → wyniki
- 1969 – Göteborg – 12. miejsce – 4 pkt → wyniki
- 1971 – Sztokholm – 8. miejsce – 8 pkt → wyniki
- 1972 – Borås – 2. miejsce – 13 pkt → wyniki
- 1973 – Göteborg – zakwalifikował się do finału, ale nie wystąpił → wyniki
- 1974 – Eskilstuna – 7. miejsce – 9 pkt → wyniki
- 1975 – Göteborg – 7. miejsce – 8 pkt → wyniki
- 1976 – Vetlanda – 12. miejsce – 5 pkt → wyniki
- 1977 – Kumla – 5. miejsce – 11 pkt → wyniki
- 1978 – Eskilstuna – 2. miejsce – 13 pkt → wyniki
- 1979 – Kumla – 16. miejsce – 0 pkt → wyniki
- 1980 – Eskilstuna – 12. miejsce – 4 pkt → wyniki
- 1982 – Eskilstuna – 12. miejsce – 5 pkt → wyniki
- 1983 – Mariestad – 15. miejsce – 2 pkt → wyniki
- 1984 – Karlstad – 10. miejsce – 5 pkt → wyniki
- 1985 – Målilla – 7. miejsce – 10 pkt → wyniki